# Émile Brami
 (février 2009).
Si vous disposez d'ouvrages ou d'articles de référence ou si vous connaissez des sites web de qualité traitant du thème abordé ici, merci de compléter l'article en donnant les références utiles à sa vérifiabilité et en les liant à la section « Notes et références ».
Pour les articles homonymes, voir Brami.
Émile Brami est un écrivain, essayiste, dramaturge et libraire français né le 19 avril 1950 à Souk El Arba (aujourd'hui Jendouba) en Tunisie, pays qu'il quitte en 1964 avec sa famille pour s'installer en région parisienne.
En 1998, il crée la librairie d'ancien D'un livre l'autre rue Bréa dans le Quartier Notre-Dame-des-Champs à Paris et y associe en 2000 les Éditions de la Pince à linge, il y travaille sur la littérature du XXe siècle et particulièrement sur l'œuvre de Louis-Ferdinand Céline. Entre 2010 et 2012, il abandonne le métier de libraire pour devenir directeur littéraire de L'Éditeur, une maison d'édition créée par Olivier Bardolle. En 2013, il reprend rue Borda à Paris la librairie D'un livre l'autre à laquelle il adjoint une galerie spécialisée dans l'Art Brut.
D'origine juive et berbère, ses romans font souvent référence à son enfance et à sa culture juive tunisienne.

## Œuvre

### Romans
- Histoire de la poupée, Éditions Écriture, 2000 (prix Bernard Palissy du premier roman 2001)
- Art brut, Éditions Écriture, 2001
- Le Manteau de la vierge, Fayard, 2006 (Prix Méditerranée 2007). Réédition format poche, Archipoche 2023.
- Le Corps qui souffre (nouvelle), édition privée hors-commerce tirée à 200 exemplaires numérotés et signés par l'auteur (2007.
- Le Corps qui souffre (nouvelle) in Ma Mère, ouvrage collectif, Le Chèvrefeuille étoilé (2008)
- Amis de la poésie (roman comique), Fayard, 2008
- Émile l'Africain, Fayard, 2008
- Massacre pour une bagatelle, L'Éditeur, 2011
- Un Baiser blanc, L'Éditeur, 2012
- Zugzwang, Écriture, 2012
- Éditeur ! Écriture, 2013
- Notre Crime, Écriture, 2018
- En collaboration Écriture, 2019
- Des Vérités boiteuses Écriture 2023
- Comment le Dr Destouches a fait de moi un boiteux, été 2024, tirage hors commerce à 30 exemplaires numérotés,  illustré par José Correa, signé par les deux auteurs.

### Biographie
- Louis-Ferdinand Céline : « Je ne suis pas assez méchant pour me donner en exemple », Éditions Écriture, 2003, repris en poche sous le titre Céline à rebours, Archipoche 2011, réédition augmentée en grand format 2023.

### Essais
- Rigor mortis, avec six photographies de Xavier Lambours, Éditions Écriture, 2002
- Céline, Hergé et l'affaire Haddock, Écriture, 2004
- Céline et le cinéma, Voyage au bout de l'écran, Écriture, 2020

### Théâtre
- Faire danser les alligators sur la flûte de Pan, d'après la correspondance de L-F Céline, production Compagnie Ivan Morane, mise en scène d'Ivan Morane, avec Denis Lavant, création 11 janvier 2011, Scène nationale de Cherbourg. Denis Lavant a reçu pour ce spectacle le Molière 2015 du meilleur acteur Seul en scène
- Faire bouillir le chevreau dans le lait de sa mère, en collaboration avec Mikael Hirsch, production Compagnie Ivan Morane, avec Ivan Morane, accompagnement musical par Silvia Lanzi, création 7 juillet 2012, théâtre Chapelle Sainte-Claire, Avignon
- Une vie (Mode d'emploi…) spectacle de chansons, paroles Émile Brami, musiques Silvia Lenzi, production compagnie Ivan Morane, création le 7 juillet 2016, théâtre du Petit Louvre, festival d'Avignon. https://www.youtube.com/watch?v=oD3FEGPg6eo

### Autre
- Direction double DVD  Céline vivant et écriture du livret, Éditions Montparnasse 2007. https://store.potemkine.fr/dvd/3346030017258-celine-vivant-michel-polac-pierre-dumayet-renee-canavaggia/
- Direction du Hors-Série Le Monde Une vie une œuvre Céline entre génie et provocation 2014.
- Direction du Hors-Série Le Monde Une vie une oeuvre Céline l'imprécateur 2022. https://www.lemonde.fr/idees/article/2022/06/16/celine-l-imprecateur-un-hors-serie-du-monde-sur-une-uvre-qui-derange-encore_6130582_3232.html
- Nombreux articles dans La revue des études céliniennes. Interventions radio et télévision. https://www.france.tv/france-5/c-a-vous/c-a-vous-saison-13/3410143-l-incroyable-histoire-des-manuscrits-retrouves-de-celine-c-a-vous-05-05-2022.html
- Organisation avec Agnès Roby-Brami à la librairie D'Un livre l'autre d'une quarantaine d'expositions d'art singulier ou brut http://dunlivrelautre.fr/emile-brami/.